# Kiyonaga
Pour les articles homonymes, voir Torii (homonymie).
Torii Kiyonaga (鳥居清長) (1752-28 juin 1815), souvent désigné sous le seul nom de Kiyonaga, est un artiste de l'estampe japonaise (gravure sur bois), de l'école Torii.
Il est l'un des grands maîtres de l’ukiyo-e, innovant dans de nombreux domaines. Sur le plan technique, il abandonne rapidement le petit format chūban en faveur du format ōban. Il a également fréquemment recours à des compositions sous forme de diptyques, voire de triptyques, qui accroissent considérablement les possibilités des estampes en matière de composition. Sur le plan stylistique, le type de femmes qu'il peint — saines et vigoureuses, loin de la gracilité de celles de Harunobu — et l'harmonie de ses compositions le fait parfois considérer comme marquant l'apogée de l’ukiyo-e.

## Biographie

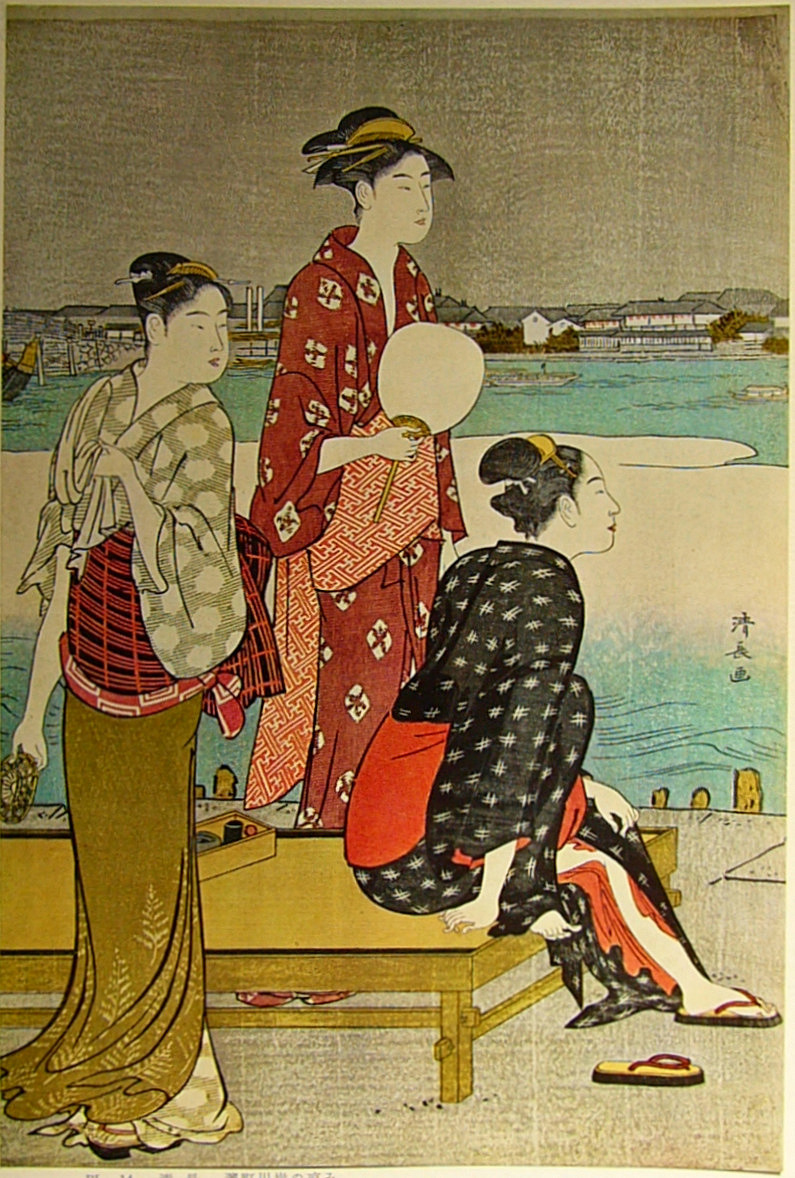
Prenant le frais au bord de la rivière.

De son vrai nom Sekiguchi Shinsuke, et fils d'un libraire nommé Shirokaya Ichibei, qui habitait le Hon-Zaimokuchō (le quartier des théâtres à Edo), il se familiarise très tôt avec le monde du kabuki et des grandes affiches multicolores. Il ne prend ensuite le nom de Torii Kiyonaga comme nom d'artiste que plus tard, quand il rejoint l'école Torii.
Bien que sans lien biologique avec la famille Torii, il en prend la tête après la mort de son maître et père adoptif Torii Kiyomitsu, devenant ainsi le chef de file de la quatrième génération de l'école Torii.
Il est considéré comme un des grands maîtres de l'« estampe de brocart » (nishiki-e) aux multiples couleurs, ainsi que des bijin-ga, images des courtisanes et des jolies femmes. Comme la plupart des artistes ukiyo-e cependant, il produit aussi un grand nombre d'estampes et de peintures représentant des acteurs de kabuki, dont beaucoup édités à titre promotionnel pour les théâtres.
Le maître Kiyomitsu meurt en 1785 ; du fait de la mort prématurée de son fils, Kiyonaga se trouve être le choix évident pour succéder à Kiyomitsu à la tête de l'école Torii. Cependant, il diffère la prise de ce rôle pendant deux années, les consacrant à ses bijin-ga, sans doute conscient de l'immense responsabilité qui serait la sienne lorsqu'il aurait assumé la direction de l'école. En 1787, il commence à organiser la production d'estampes pour le kabuki, dont l'école Torii a alors le quasi-monopole. Il commence également la formation du petit-fils de Kiyomitsu, Torii Kiyomine, qui devait lui succéder à la tête de l'école Torii, au détriment de Kiyomasa, fils de Kiyonaga, au talent pourtant prometteur.

## Style

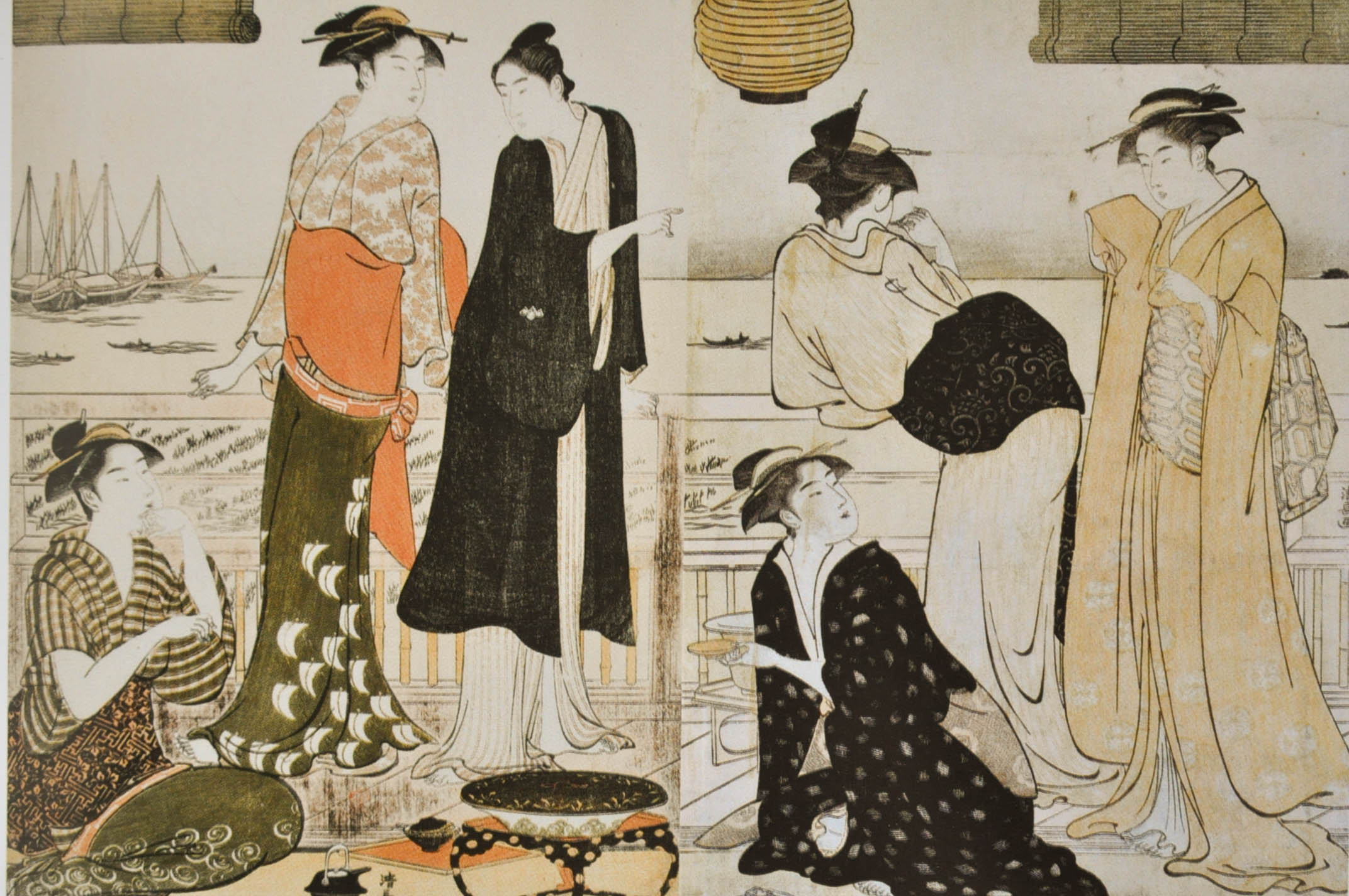
Sixième mois de la série Les Douze Mois dans le quartier sud, diptyque de format ōban (1784).

Les femmes des estampes de Kiyonaga sont souvent décrites comme plus mûres que celles de son prédécesseur Harunobu, très jeunes et graciles. On a souvent recours en japonais au terme hattoshin qui signifie haut de huit têtes pour décrire ses courtisanes, longilignes et sveltes, que Ernest Fenollosa, historien d'art américain, a très vite comparé aux Vénus de la Grèce Antique. Durant ses années d'apprentissage, il copie souvent le style de ses illustres prédécesseurs comme Harunobu ou Koryusai, et ce n'est qu'à l'aube de la période Tenmei (1781-1789) qu'il révolutionne le genre des bijin-ga, ce qui lui apporte un succès immédiat et lui permet d'avoir sa place aujourd'hui dans le cénacle des huit plus grands peintres de l’ukiyoe.
À la différence de Harunobu toujours, Kiyonaga a recours à un format plus grand (ōban, plutôt que chūban ou hosoban). On peut penser que c'est ce changement de format qui aurait poussé Kiyonaga à allonger la silhouette de ses courtisanes.
Une part importante de l'œuvre de Kiyonaga est également sous forme de diptyque ou de triptyque, on trouve également des œuvres monumentales s'étalant jusqu'à cinq panneaux, fresques extraordinaires dans lesquelles le peintre fait montre de tout son talent en associant dans des compositions originales,  des courtisanes à  l'avant de paysages manifestement influencés par la perspective occidentale, conférant plus d'impact et de réalisme à ses œuvres, et ce pour le plus grand plaisir des habitants d'Edo. Le charme et la beauté des scènes reproduites ainsi sous forme de diptyques éclatent par exemple dans la série Minami no juniko (Les Douze Mois du Sud), décrivant de façon poétique les courtisanes des maisons closes surplombant la baie de Shinagawa, près d'Edo.
- Neuvième mois : Les Feux de pêcheurs (1784), estampe Oban, Nishiki-e, impression polychrome, Musée Guimet[4]

Le style de Kiyonaga a un impact majeur sur l’ukiyo-e, et annonce déjà les bijin-ga d'Utamaro. Les estampes de Kiyonaga sur le kabuki, et montrant des moments de la représentation sur scène, font preuve d'une grande attention aux détails, en cherchant à représenter la réalité de ces représentations, et non une vision idéalisée. Cependant, Kiyonaga n'a pas été jusqu'à chercher à montrer la personnalité et les traits réels des acteurs. Certains voient dans son style un pas important vers celui, un peu caricatural, presque baroque dans ses excès, mais réaliste dans sa volonté de personnaliser chaque artiste de kabuki, qui sera celui de Sharaku.